# 六家子镇 (库伦旗)
六家子镇，是中华人民共和国内蒙古自治区通辽市库伦旗下辖的一个乡镇级行政单位。

## 行政区划
六家子镇下辖以下地区：
六家子村、达林稿村、马石井子村、大南京洼村、西胡金稿村、大坝村、沙力沟村、树林子村、九家子村、杏树洼村、小南京洼村、依河村、东三道洼村、塔斯海村、吉利洼村、西三道洼村、头道洼村、哈海沟村、泡子崖村、三家子村、二道洼村、袁家窝堡村、东庙嘎查和沙尔塔拉嘎查。